# Мерцедоній
Мерцедоній (лат. Mercedonius) — тринадцятий додатковий місяць давньоримського республіканського календаря.
Протягом історії римський календар кілька разів змінювався. Близько  700 року до н. е.  Нумою Помпілієм місячний календар Ромула був змінений таким чином, що в ньому було 355 днів і 12  місячних циклів. Близько  304 року до н. е.  Гнеєм Флавієм був введений додатковий тринадцятий місяць, який повинен був узгодити календар зі зміною  пір року. Така необхідність виникла від того, що місячний рік коротший сонячного року на 12¼ днів. Цей додатковий місяць був названий Мерцедоній в честь богині-покровительки товарообміну і платежів.
Додатковий місяць вводився після 23 лютого через рік і мав протяжність по черзі в 22 або 23 дня, бо існував чотирирічний цикл років по 355, 378, 355 і 377 днів, що скасував відповідність року місячним циклом. Незабаром виявилося, що існує помилка в календарі Флавія, і введення додаткового місяця стало відбуватися за рішенням  великих понтифіків, які зловживали цим своїм привілеєм, подовжуючи або скорочуючи рік за своєю примхою. Таким чином, в момент введення нового  календаря  Гаєм Юлієм Цезарем, початок року довелося зрушити в початок на 67 днів.